# Єкатеринбурзький монетний двір
Єкатеринбурзький монетний двір — національний монетний двір у Російській імперії, розташовувався у Єкатеринбурзі. Працював у 1727–1876 роках.
Монети цього монетного двору мали позначки — «ЕМ» (Єкатеринбурзька монета).

## Історія

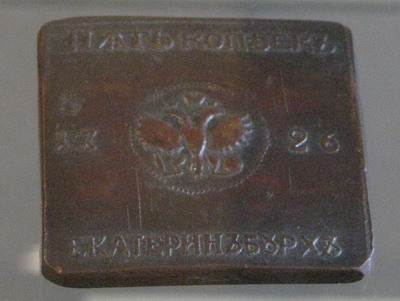
«Плат», 1726 року

Будівництво Єкатеринбурзького монетного двору стало закономірним результатом стрімкого розвитку Уральської промисловості, яка постійно вимагала грошових вливань. Монетний двір працював з 1727 по 1876 роки. В 1725 році на Єкатеринбурзьких казенних гірських заводах було зроблено карбування мідних квадратних «плат». З 1727 року на базі цих заводів був створений Єкатеринбурзький монетний двір, який спочатку вважався тимчасовим і тільки з 1755 року став постійно діючим.
У 1727–1735 роках монетний двір заготовляв мідні монетні кружки для монетних дворів Москви, пізніше карбував загальнодержавні монети різних номіналів.
Брав участь у масовій перекарбовуванні мідних монет 1727 і 1796 років з дворазовим збільшенням їх монетної стопи, а також у зворотному перекарбовуванню цих монет з приведенням їх у колишню монетну стопу. Зворотну перекарбовування монет 1796 рік а виробляв спеціальними штемпелями з власним позначенням.
14 серпня 1835 року, було опубліковано указ про закриття Тіфліського монетного двору і вилучення з обігу грузинської монети. Російську розмінну монету вказувалося надалі возити з Єкатеринбурзького монетного двору через Астрахань.

## Позначкимінцмейстрівмонетного двору

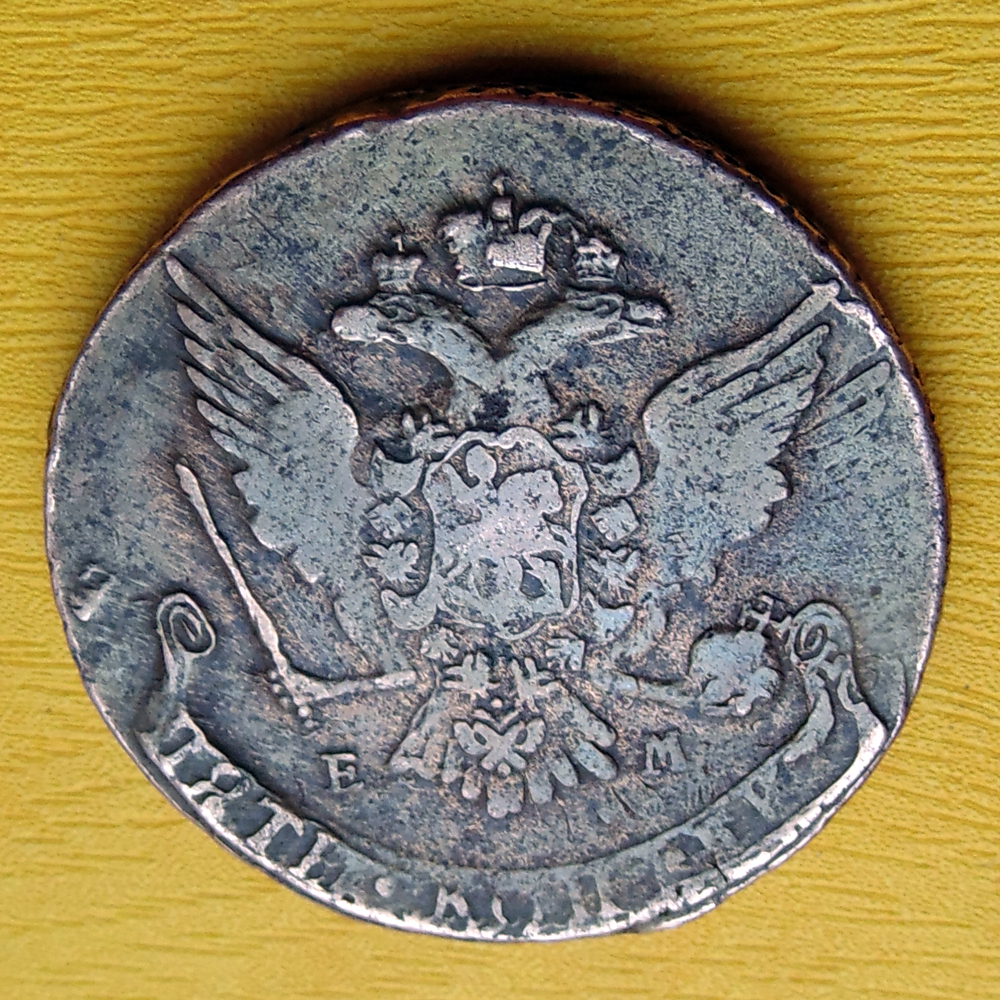
П’ять копійок, 1765 року. Карбування Єкатеринбурзького монетного двору («Е.М.»)

Знаки мінцмейстрів, які працювали на Єкатеринбурзькому монетному дворі:
- НМ — Микола Мундт (рос. Николай Мундт), 1810—1821;
- ИФ — Іван Фелькнер (рос. Иван Фелькнер), 1811;
- ФГ — Франц Герман (рос. Франц Герман), 1818—1823;
- ПГ — Петро Грамматчиков (рос. Петр Грамматчиков), 1823—1825;
- ИШ — Іван Шевкунов (рос. Иван Шевкунов), 1825;
- ИК — Іван Колобов (рос. Иван Колобов), 1823—1830;
- ФХ — Федір Хвощинський (рос. Федор Хвощинский), 1830—1837;
- КТ — Костянтин Томсон (рос. Константин Томсон), 1837;
- НА — Микола Алексєєв (рос. Николай Алексеев), 1837—1839;

## Джерело
- Свердловский областной краеведческий музей [Архівовано 18 січня 2017 у Wayback Machine.] (рос.)